# Kvartermästare (militär grad)
Kvartermästare var under 1500-talet en militär grad för den som förde befäl över ett kvarter (en fjärdedels fänika), 75–100 man. Från början av 1600-talet till befälsreformen 1833/37 var kvartermästare högsta underofficergraden i kavalleriet. Vid denna reform blev kvartermästarna fanjunkare. 
I den brittiska armén var Quartermaster fram till 1813 den högsta underofficersgraden i kavalleriet. Detta år ersattes den av graden Troop Sergeant Major, medan beteckningen Quartermaster övertogs av regementskvartermästaren.